# Fabespora vermicola
Fabespora vermicola is een microscopische parasiet uit de familie Fabesporidae. Fabespora vermicola werd in 1976 beschreven door Overstreet. 